# M/V Undine
M/V Undine är ett fartyg som är byggt för Walleniusrederierna. Det är 227,9 meter lång, 32,3 meter bred och har 11 meters djupgående. Undine är systerfartyg med Boheme, Don Juan, Don Pasquale, Don Qarlos, Don Quijote, Elektra, Manon, Mignon, Titus och Turandot.